# Porina leptosperma
Porina leptosperma är en lavart som beskrevs av Müll. Arg. Porina leptosperma ingår i släktet Porina och familjen Porinaceae.   Inga underarter finns listade i Catalogue of Life.